# 389 a. C.
El año 389 a. C. fue un año del calendario romano prejuliano. En el Imperio romano se conocía como el Año del Tribunado de Poplícola, Capitolino, Esquilino, Mamercino, Cornelio y Albino (o menos frecuentemente, año 365 Ab urbe condita). 

## Acontecimientos

### China
- Wu Qi, el primer ministro del estado de Chu, pone en marcha su primera serie de reformas políticas, municipales y marciales. Wu Qi se gana la ira y desconfía de los oficiales de Chu y la élite aristocrática que están contra sus cruzadas para terminar con la corrupción en el estado y limitar su poder. Al final es asesinado en el año 381 a. C. en el funeral del rey Diao de Chu, aunque sus asesinos son ejecutados poco después por el rey recientemente entronizado Su de Chu.
- Esta es la fecha más tardía posible para la compilación del texto histórico Zuo Zhuan, atribuido a un historiador ciego conocidos como Zuo Qiuming.

### Grecia
- Una fuerza expedicionaria espartana bajo el mando del rey Agesilao II cruza el Golfo de Corinto para atacar Acarnania, un aliado de la coalición antiespartana. Agesilao es finalmente capaz de enzarzarlos en una batalla en la que los acarnianos son aplastados.
- El general ateniense Trasíbulo, lidera una fuerza de trirremes para recaudar tributo de las ciudades alrededor del Egeo y apoya a Rodas, donde un gobierno democrático está luchando contra Esparta. En esta campaña, Trasíbulo captura Bizancio, impone una carga sobre los barcos que pasan el Helesponto y recoge tributo de muchas de las islas del Egeo.

## Nacimientos
- Esquines, político y orador ateniense (m. 314 a. C.)
- Hipérides, político y orador ateniense (m. 322 a. C.)

- Datos: Q83134